# Diavlo
Diavlo sont des montagnes russes inversées du parc Himeji Central Park, situé à Himeji, dans le Hyogo, au Japon.

## Le circuit
Le circuit fait cinq inversions: deux loopings, un zero-G roll et deux tire-bouchons.

## Statistiques
- Trains : 8 wagons par train. Les passagers sont placés à 4 de front sur une seule rangée pour un total de 32 passagers par train.